# Jules Chancel
Pour les articles homonymes, voir Chancel (homonymie).
Jules Chancel, né le 25 septembre 1867 à Marseille et mort le 18 janvier 1944 à Versailles, est un journaliste, dramaturge, librettiste et écrivain pour enfants français.

## Biographie
Engagé volontaire dans l'armée, il est détaché à l'état-major britannique comme correspondant de guerre du journal L'Illustration.
Il a fait ses premières armes dans la presse parisienne en collaborant à L'Illustration, au Figaro, à L'Écho de Paris, au Gaulois, à l’Excelsior et au Figaro.
Comme dramaturge, il s’est fait applaudir successivement, au théâtre de l’Athénée, par Maitresse femme, pièce en trois actes dont le succès a été très grand ; puis par Cercle vicieux, pièce aus hardie jouée au théâtre Antoine ; l’Erreur, aux Variétés ; Son Professeur, aux Nouveautés ; Grandeur et servitude et le Vau du condamné à l’Eldorado ; l’Auréole, en collaboration avec Henry de Gorsse ; Madame l’ordonnance la pièce bicentenaire des Folies-Dramatiques. Il a connu son plus grand succès, notamment avec le Prince consort, joué 350 fois à l’Athénée, et plus souvent encore en Angleterre, en Allemagne et en Amérique, et porté au grand écran par Ernst Lubitsch en 1929 sous le titre  Parade d'amour, avec Maurice Chevalier et Jeanette MacDonald ou son adaptation avec Léon Xanrof, du livret de Rêve de Valse, une des opérettes les plus fameuses d’Oscar Straus.
Auteur de livres pour enfants, ses séries les plus connues sont  Les enfants à travers l'histoire ou Les enfants aux colonies. Ces livres furent illustrés par des illustrateurs  de l'époque comme Raymond de La Nézière ou Jules Fontanez.
Plusieurs de ses œuvres furent couronnées par l'Académie française. En 1904, lors de la réouverture du Casino de Paris, entièrement détruit par un incendie, dans la nuit du 25 au 26 février 1895, la direction artistique de l’entreprise lui en est confiée.
Secrétaire général de l’Association des journalistes parisiens, Il est directeur de l'Agence des droits d'auteurs et de la Société des gens de lettres pour l'application de la loi de protection des droits d'auteur en Amérique du Sud de 1911 à 1914. Il est également délégué de la Société des auteurs et de la Société des gens de lettres pour l'application de la loi Clemenceau en Argentine et au Brésil.
Il repose au cimetière des Gonards de Versailles. Il était le neveu de Jules Charles-Roux et le père de Jean-Louis Chancel et de Ludovic Chancel.

## Œuvres
Les Enfants à travers l'histoire.
- Cocorico reître d'Henri IV 1596-1651, illustré par Edmond Gros.
- Petit marmiton, grand musicien 1625-1650, illustré par Jules Fontanez.
- Le Petit fauconnier de Louis XIII, illustré par Jules Fontanez.
- Les Petits Ménétriers de Duguay-Trouin 1711, illustré par Edmond Gros  .
- Le Petit jockey du duc de Lauzun. Epoque 1785-1793. illustré par Raymond de La Nézière.
- Le Moucheron de Bonaparte. 1795-1805 illustré par Raymond de La Nézière.
- Tiarko le chevrier de Napoléon 1805-1815 Tiarko le chevrier de Napoléon .
- Le Petit Roi du Masque noir 1867-1870, Paris, Charles Delagrave, 1910.

- Les Enfants aux colonies.

- Le Prince Mokoko Delagrave, 1912.
- Lulu au Maroc, Illustrations de L. Bombled, Paris, Charles Delagrave, 1913.
- Le Secret de l'émir, Paris, Charles Delagrave, 1920.
- L'Étreinte de la Main de fer, Paris, Charles Delagrave, 1925.
- Le Tour du monde involontaire, Paris, Charles Delagrave, 1930.

Les Enfants à l'étranger
- Un petit émigrant en Argentine illustré par L. Bombled, Delagrave, 1914
- Un petit comédien au Brésil illustré par Raymond de La Nézière, Delagrave, 1915

Les Enfants à travers l'Histoire. Guerre franco-allemande
- Du lycée aux tranchées. Guerre franco-allemande (1914-1916), Paris, Charles Delagrave, 1916
- Sous le masque allemand. Guerre franco-allemande (1914-1917), Paris, Charles Delagrave, 1917
- Un match franco-américain. Guerre franco-allemande (1914-1919), Paris, Charles Delagrave, 1919

## Adaptation
- Rêve de valse, opérette en 3 actes, adaptation de Léon Xanrof et Jules Chancel, d'après Felix Dörmann et Leopold Jacobson, musique d'Oscar Straus, Paris, Théâtre de l'Apollo, 1910